# Fuente del Maestre
Fuente del Maestre (extremadurai nyelven Huenti'l Maestri) település Spanyolországban, Badajoz tartományban. Fuente del Maestre Aceuchal, Almendralejo, Villafranca de los Barros, Los Santos de Maimona, Zafra, Feria és Villalba de los Barros községekkel határos. Lakosainak száma 6567 fő (2024).

## Népesség
A település népessége az utóbbi években az alábbiak szerint változott:
| Lakosok száma | 6849 | 6772 | 6900 | 6962 | 6929 | 6906 | 6867 | 6743 | 6704 | 6567 |
|               | 2001 | 2004 | 2006 | 2009 | 2011 | 2014 | 2016 | 2019 | 2021 | 2024 |